# ام‌اس الور آو د سیز
ام‌اس الور آو  دسیز (به انگلیسی: MS Allure of the Seas) به معنی شیفته دریاها یک کشتی گردشی تحت مالکیت رویال کارائیب اینترنشنال است. این کشتی خواهر کشتی ام‌اس اوئیسیس آو د سیز است که به همراه یکدیگر توسط شرکت رویال کارائیب اینترنشنال مورد استفاده قرار می‌گیرد. این کشتی تفریحی، بزرگترین کشتی ساخته شده توسط بشر تاکنون است. فرایند ساخت این کشتی از فوریه ۲۰۰۶ در تورکو فنلاند آغاز شد و در ۲ دسامبر ۲۰۰۸ به آب انداخته شد.